# Bolchoïe Toumanovo
Bolchoïe Toumanovo (en russe : Большо́е Тума́ново) est un village de Russie du raïon d'Arzamas dans l'oblast de Nijni Novgorod, siège administratif du conseil rural du même nom,. Il se trouve accolé au petit village de Maloïe Toumanovo au nord-est.
Le village dispose d'un bureau de la Poste de Russie (code 607253) et d'une maison de la culture construite en 1975, et d'une succursale de la Sberbank. Son église a été construite en 1874.

## Géographie
Le village est à 1 km de Tchetvertakovo (au sud-est) et de Zamiatino (à l'ouest), à 10 km de Balakhonikha (nord-ouest), à 19 km de Vyezdnoïe (est) et à 22 km de la ville d'Arzamas (est).

## Histoire
Dans les années 1880, le village regroupait d'anciens paysans d'État et de propriétaires pour 1 739 habitants. Il disposait de cinq moulins à vent et de deux forges et il y avait deux églises orthodoxes. Le village dépendait de la volost de Semionovo dans l'ouïezd d'Arzamas du gouvernement de Nijni Novgorod.

## Population
- 2002: 1053 habitants
- 2010: 941 habitants

## Galerie

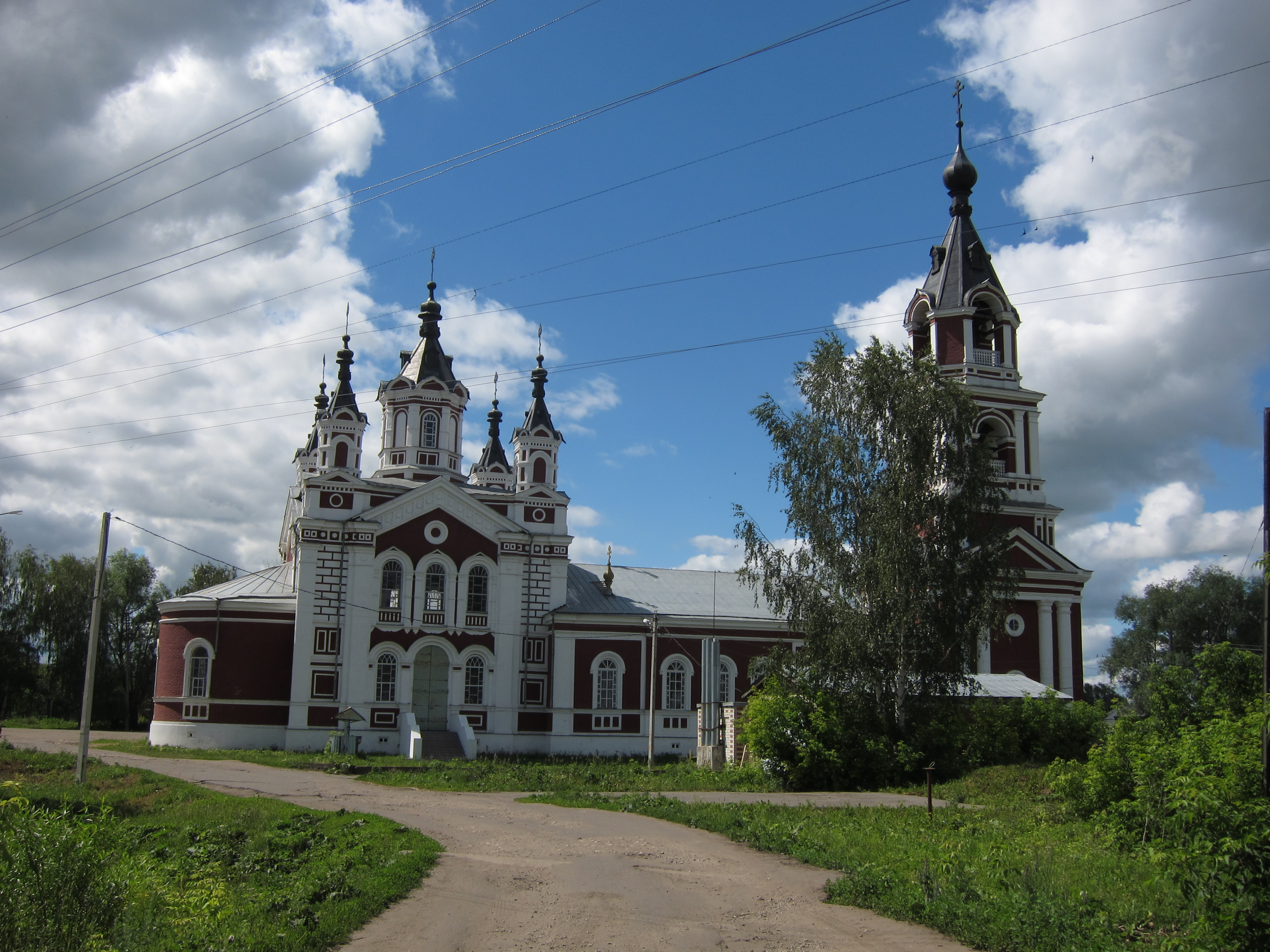
Vue de l'église de l'Intercession-de-la-Vierge de Bolchoïe Toumanovo
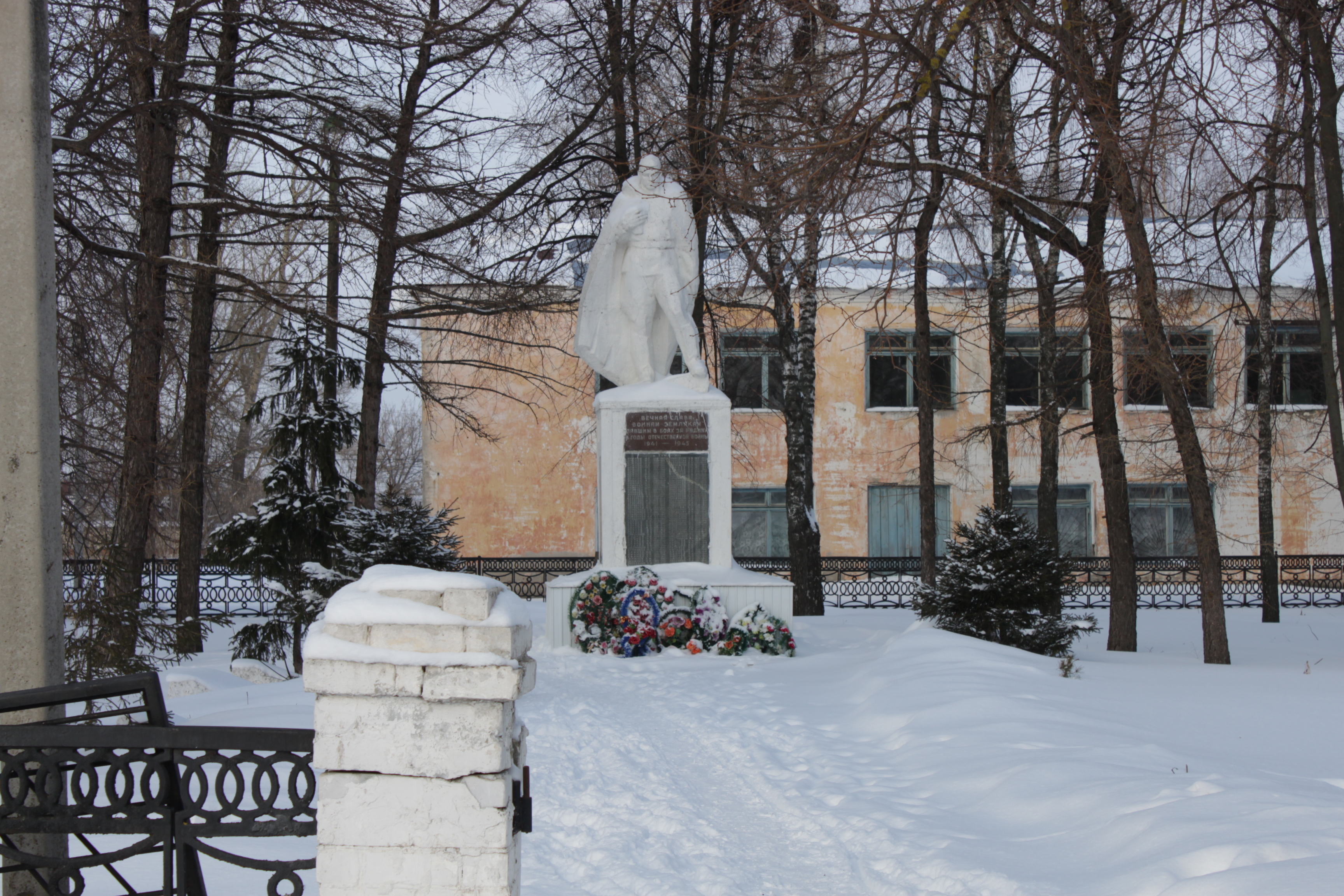
Monument aux morts de la Grande Guerre patriotique
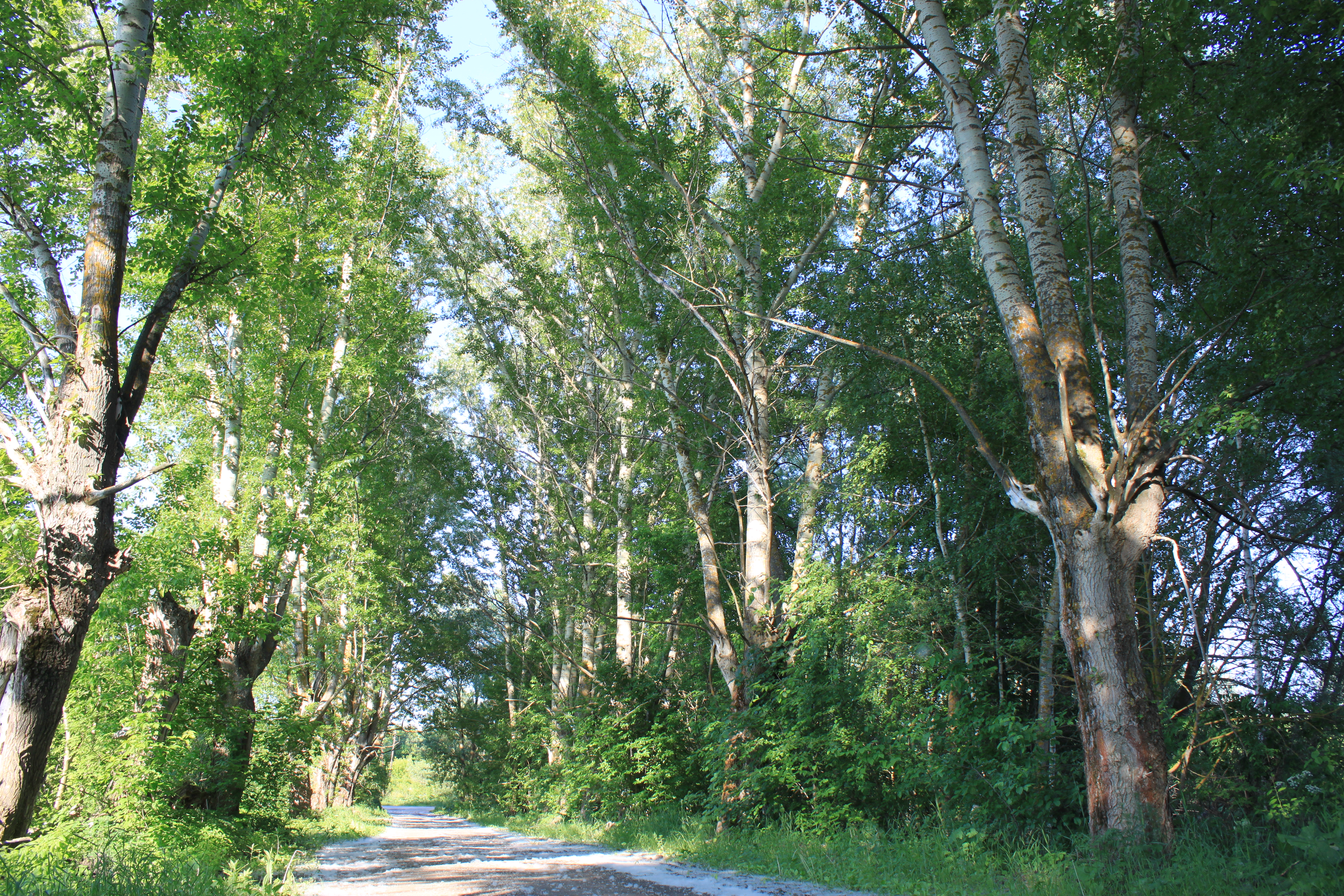
Route près du village